# 新仙台火力発電所
新仙台火力発電所（しんせんだいかりょくはつでんしょ）は、宮城県仙台市宮城野区港5-2-1にある東北電力の天然ガス火力発電所。

## 概要
常に煙突から炎が登っている
仙台港付近に立地し（港五丁目は、事実上宮城野区の飛地状態となっている場所である）、宮城県内をはじめ東北地域に電力を供給している。
1971年8月に1号機が運転を開始、2号機までが建設された。2006年にはリプレース計画（1、2号機を廃止し、新たに高効率コンバインドサイクル発電方式の設備2基を建設する計画）が発表され、2016年7月1日に3号系列全軸が運転を開始した。
2017年7月18日より、3号系列の定格出力を変更し（98万kW→104.6万kW：6.6万kWの増）、運用を開始した。今回の増出力は、これまでの運転実績や性能試験の結果などを踏まえて実施するもので、設備の改修工事を伴わないガスタービンの出力制御プログラムの修正で対応している。
3号系列建設に伴い、発電所構内にLNG燃料設備を新設した。この設備は世界最大級の大型LNG船「Q-Flex」（カタール国からのLNG輸出で使用）やシェールガスの受入にも対応している。

## 発電設備
- 総出力：104.6万kW（2017年7月18日現在）[4]
- 敷地面積：約33万1000m2

3号系列
発電方式：1,500℃級コンバインドサイクル発電(More Advanced Combined Cycle)方式
定格出力：104.6万kW（52.3万kW × 2軸）
　3-1号：52.3万kW
　3-2号：52.3万kW
使用燃料：LNG
熱効率：60%以上（低位発熱量基準）
営業運転開始
　3-1号：2015年12月1日
　3-2号：2016年7月1日
増出力：2017年7月18日

## 廃止された発電設備
1、2号機で用いられていた燃料の重油、原油は、隣接するENEOS仙台製油所とコンビナートを形成しており、天然ガスは東新潟火力発電所隣接地の埠頭付近に設置したLNG基地からのパイプライン（総延長251 km）を介して、東北天然ガスより供給を受けていた。
- 発電方式：汽力発電方式

1号機（廃止）
定格出力：35万kW
使用燃料：重油
営業運転期間：1971年（昭和46年）8月 - 2015年（平成27年）9月16日
2号機（廃止）
定格出力：60万kW
使用燃料：重油、原油、LNG
営業運転期間：1973年（昭和48年）6月 - 2011年（平成23年）10月31日

## 東北地方太平洋沖地震による被害
2011年（平成23年）3月11日14時46分頃に発生した東北地方太平洋沖地震により被災。1号機は停止中、2号機は自動停止した。その後津波によって本館1階が浸水した。
復旧作業の結果、1号機は2011年12月11日に試運転による発電が再開され、12月27日に営業運転が再開された。一方、2号機は10月31日をもって廃止された。当初は1、2号機とも2011年度末廃止の予定であった。